# Patente de febrero

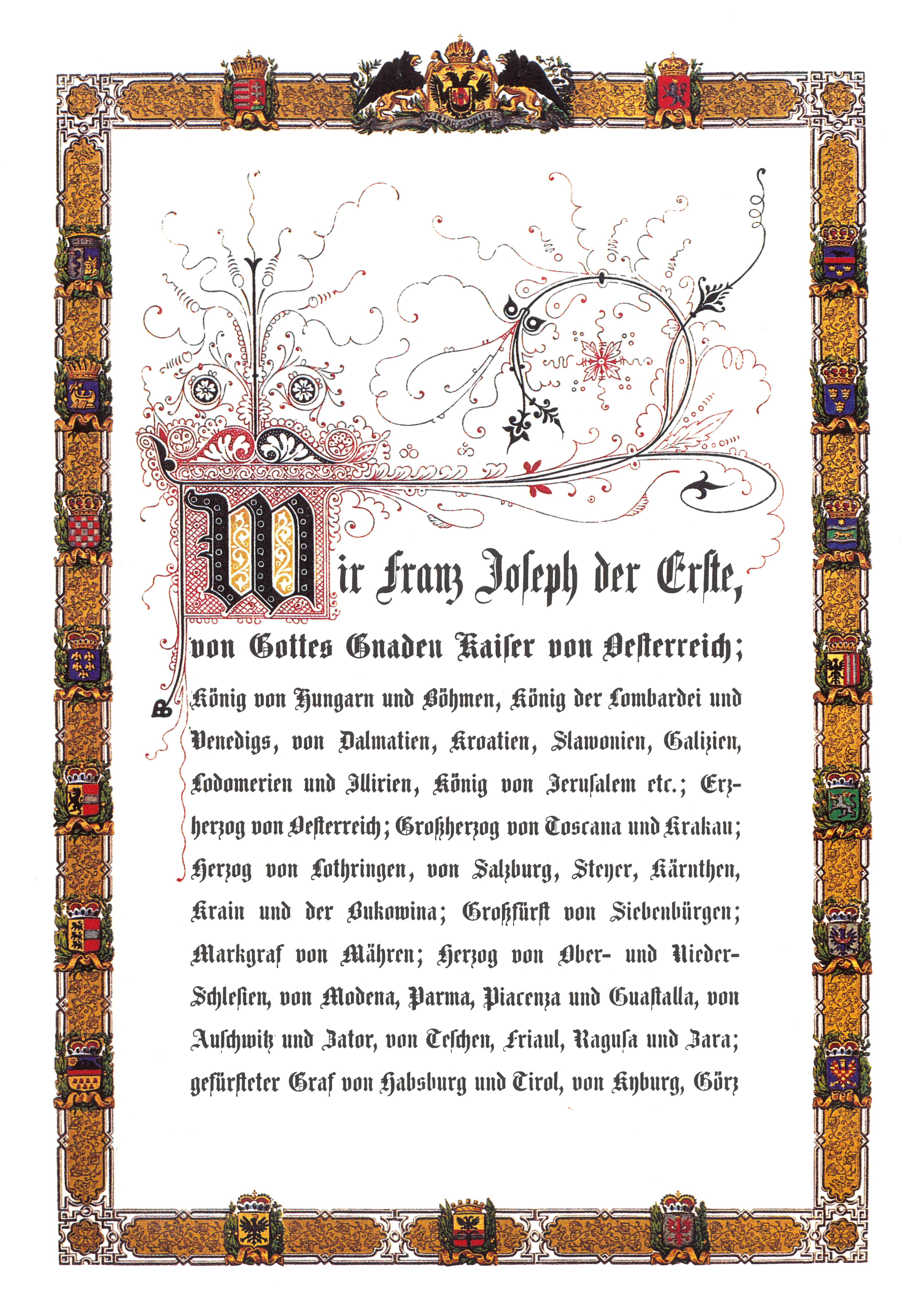
Patente de febrero.

La Patente de febrero fue una constitución del imperio austriaco promulgada en forma de cartas de patente el 26 de febrero de 1861. 

## Antecedentes
En el Imperio austríaco, a principios de la década de 1860 hubo un período de reformas constitucionales significativas. Las revoluciones y las desafortunadas guerras de fines de las décadas de 1840 y 1850 habían creado un sentimiento nacional de descontento. La desastrosa guerra en Italia demostró abiertamente las debilidades de la burocracia y el ejército austríacos. La creciente influencia de Prusia y la Confederación Alemana también fue motivo de preocupación. El emperador Francisco José I vio que, para mantener su imperio, debía comenzar algunas reformas. En marzo de 1860, el Emperador comenzó un "fortalecimiento" del Reichsrat, el consejo imperial, al agregar nuevos miembros y otorgarle poderes de asesoramiento sobre los principales asuntos financieros y legislativos, incluida la formación de una nueva constitución. El parlamento se dividió en dos partidos, un lado nativo de habla alemana y un lado que no habla alemán. El lado alemán presionó por un gobierno central más fuerte, pero el lado no alemán (checos y húngaros) presionó por una división del poder entre los estados. Francisco José I intentó formular un compromiso en la nueva constitución, el "Diploma de octubre" (adoptado el 20 de octubre de 1860). El Diploma creó un parlamento de cien miembros con poderes extendidos sobre las finanzas del imperio pero sin poder sobre los militares o la legislación. Además, el Parlamento no tenía poder sobre Hungría, excepto en asuntos que afectaban a todo el imperio. La dieta húngara controlaba los asuntos internos húngaros. 
Sin embargo, el nuevo Parlamento no complació a ninguna de las partes. Las finanzas estatales continuaron fallando; los alemanes no estaban contentos con el poder dado a las dietas; y los no alemanes estaban decepcionados por la cantidad de poder que quedaba en manos del Emperador. Además de los continuos problemas internos, el Imperio austríaco estuvo plagado de presiones externas, específicamente la evolución de la Confederación Alemana. Durante siglos, los Habsburgo habían estado en control de los estados alemanes. Incluso cuando se formó la Confederación de Estados Alemanes en 1815, Austria mantuvo su influencia. Con el surgimiento de Prusia en Europa del Este, esa influencia se vio amenazada. El Emperador vio la expansión y centralización del Parlamento como una forma de ganar fuerza interna que se transferiría al poder externo. Cuando Anton Ritter von Schmerling se convirtió en Secretario de Estado a fines de 1860, asumió la tarea de revisar el Diploma de octubre. 

## Adopción
El 26 de febrero de 1861, la patente de febrero, una patente de cartas emitida por el emperador austríaco Francisco José I, fue adoptada como la "Constitución imperial de 1861". Fue proclamado como una revisión del Diploma de octubre anterior, la "Ley Fundamental Irrevocable del Estado". La patente de febrero estableció en el Imperio austríaco un parlamento imperial bicameral, todavía llamado Reichsrat, con una cámara superior designada por el emperador y una cámara baja elegida indirectamente. Los miembros de la cámara alta fueron nombrados de por vida e incluyeron al príncipe heredero, obispos prominentes, jefes de familias nobles y grandes ciudadanos. Los delegados enviados de las dietas comprendían la cámara baja de 343 miembros, con 120 representantes de Hungría, 20 de Venetia y 203 de los estados no húngaros restantes. El Emperador podría verificar las acciones de la cámara baja designando a más de sus seguidores para la cámara superior. 
Las responsabilidades del nuevo Parlamento se dividieron en una sección 'mayor' y una 'menor'. En la sección "mayor" había asuntos que afectaban al imperio en su conjunto, incluida Hungría. La sección 'menor' era para asuntos en las fincas. Esencialmente, reemplazó la función de las dietas en tierras no húngaras. La dieta húngara podría funcionar junto con el Parlamento "menor" si fuera necesario. Según la patente de febrero, el Parlamento tenía más poder de decisión que antes, pero aún estaba completamente sujeto al Emperador. Por otro lado, el Emperador podría tomar decisiones políticas y militares sin el consentimiento del Parlamento y podría tomar cualquier decisión que quisiera cuando el Parlamento no estuviera en sesión, si pudiera ser una 'emergencia'. 

## Suspensión
La población magiar del imperio se negó a cooperar en el nuevo sistema, principalmente porque fracasó en los cambios más liberales realizados en el Diploma de octubre. Solo los delegados alemanes o rumanos de tierras húngaras fueron enviados a la cámara baja. Esta resistencia socava gravemente el propósito del Parlamento Imperial: unificar las diversas partes del imperio a través de la representación en un cuerpo central. 
En septiembre de 1865, el emperador Francisco José suspendió la patente de febrero. Los alemanes austriacos protestaron, pero los checos, eslavos y polacos estaban encantados y siguieron adelante con sus programas autónomos. El 17 de febrero de 1867, la Constitución del Reino de Hungría fue efectivamente restaurada, y los asuntos progresaron rápidamente hacia el Compromiso de 1867. Por su propia cuenta, el Reichsrat agregó algunas leyes que modificaron la Patente de febrero, y decidió que estas leyes, el Compromiso y la Constitución revisada de Cisleithania, deberían entrar en vigencia al mismo tiempo en su conjunto.